# 3478 Фанале
3478 Фанале  (3478 Fanale) — астероїд головного поясу, відкритий 14 грудня 1979 року.
Тіссеранів параметр щодо Юпітера — 3,617.